# Konståkning vid olympiska vinterspelen 1952
Konståkning vid olympiska vinterspelen 1952 bestod av tre tävlingar.

## Herrsingel
| Medalj | Åkare                    | Poäng   | Placering |
| ------ | ------------------------ | ------- | --------- |
| Guld   | Dick Button (USA)        | 192.256 | 9         |
| Silver | Helmut Seibt (Österrike) | 180.144 | 23        |
| Brons  | James Grogan (USA)       | 180.822 | 24        |

## Damsingel
| Medalj | Åkare                              | Poäng   | Placering |
| ------ | ---------------------------------- | ------- | --------- |
| Guld   | Jeannette Altwegg (Storbritannien) | 161.756 | 14        |
| Silver | Tenley Albright (USA)              | 159.133 | 22        |
| Brons  | Jacqueline du Bief (Frankrike)     | 158.000 | 24        |

## Paråkning
| Medalj | Åkare                                         | Poäng  | Placering |
| ------ | --------------------------------------------- | ------ | --------- |
| Guld   | Ria Falk & Paul Falk (Tysklands förenade lag) | 11,400 | 11.5      |
| Silver | Karol Kennedy & Peter Kennedy (USA)           | 11,178 | 17.5      |
| Brons  | Marianna Nagy & László Nagy (Ungern)          | 10,822 | 31        |